# Province de Manuripi
La province de Manuripi est une des cinq provinces du département de Pando, en Bolivie. Son chef-lieu est la ville de Puerto Rico. La province doit son nom au Río Manuripi, qui la traverse d'ouest en est.

## Situation
La province de Manuripi est située entre 10° 49' et 12° 30' Sud et entre 66° 00' et 69° 14' Ouest. Il s'étend sur une longueur de 370 km du nord-est au sud-ouest et de 100 km du nord-ouest au sud-est.
La province est située dans la plaine amazonienne de la Bolivie. Il est bordé au nord par la province d'Abuná, au nord-ouest par la province de Nicolás Suárez, par le Pérou à l'ouest, par le département de La Paz au sud, par la province de Madre de Dios au sud-est, par le département de Beni à l'est et par la province de Federico Román au nord-est.

## Population
Sa population s'élevait à 8 230 habitants au recensement de 2001.